# Francisco Solé
Francisco Solé (Buenos Aires, Argentina; 2 de mayo de 1997) es un futbolista argentino. Juega de centrocampista y su equipo actual es la Universidad Central de Venezuela de la Primera División de Venezuela.

## Trayectoria
Solé entró a las inferiores del Argentinos Juniors en 2010. En agosto de 2017, fue cedido al Brown de Adrogué de la Primera B Nacional donde debutó como profesional ante Guillermo Brown. Dejó Argentinos en julio de 2019, y firmó en el Sportivo Italiano de la Primera B Metropolitana.
En julio de 2020, fue adquirido por el Barracas Central, club que lo cedería a diferentes equipos del ascenso argentino.
De cara a la temporada 2024, Solé firmó en la Universidad Central de Venezuela de la Primera División de Venezuela.

## Selección nacional
Disputó el Torneo Internacional de Fútbol Sub-20 de la Alcudia de 2016 con la selección sub-20 de Argentina.

## Estadísticas
Actualizado al último partido disputado el 21 de abril de 2024.
| Club                             | Div.          | Temporada     | Liga  | Liga  | Copas nacionales | Copas nacionales | Copas internacionales | Copas internacionales | Total | Total |
| Club                             | Div.          | Temporada     | Part. | Goles | Part.            | Goles            | Part.                 | Goles                 | Part. | Goles |
| -------------------------------- | ------------- | ------------- | ----- | ----- | ---------------- | ---------------- | --------------------- | --------------------- | ----- | ----- |
| Brown de Adrogué Argentina       | 2.ª           | 2017-18       | 2     | 0     | 0                | 0                | —                     | —                     | 2     | 0     |
| Brown de Adrogué Argentina       | Total club    | Total club    | 2     | 0     | 0                | 0                | 0                     | 0                     | 2     | 0     |
| Deportivo Italiano Argentina     | 4.ª           | 2019-20       | 22    | 1     | —                | —                | —                     | —                     | 22    | 1     |
| Deportivo Italiano Argentina     | Total club    | Total club    | 0     | 0     | 0                | 0                | 0                     | 0                     | 22    | 1     |
| Barracas Central Argentina       | 2.ª           | 2020-21       | 2     | 0     | —                | —                | —                     | —                     | 2     | 0     |
| Barracas Central Argentina       | 2.ª           | 2021          | 2     | 0     | —                | —                | —                     | —                     | 2     | 0     |
| Barracas Central Argentina       | Total club    | Total club    | 4     | 0     | 0                | 0                | 0                     | 0                     | 4     | 0     |
| Flandria Argentina               | 3.ª           | 2021          | 23    | 0     | —                | —                | —                     | —                     | 23    | 0     |
| Flandria Argentina               | Total club    | Total club    | 23    | 0     | 0                | 0                | 0                     | 0                     | 23    | 0     |
| Defensores de Belgrano Argentina | 2.ª           | 2022          | 35    | 0     | —                | —                | —                     | —                     | 35    | 0     |
| Defensores de Belgrano Argentina | Total club    | Total club    | 35    | 0     | 0                | 0                | 0                     | 0                     | 35    | 0     |
| Club Almagro Argentina           | 2.ª           | 2023          | 32    | 1     | 3                | 0                | —                     | —                     | 35    | 1     |
| Club Almagro Argentina           | Total club    | Total club    | 32    | 1     | 3                | 0                | 0                     | 0                     | 35    | 1     |
| UCV · Venezuela                  | 1.ª           | 2024          | 13    | 1     | 0                | 0                | —                     | —                     | 13    | 1     |
| UCV · Venezuela                  | Total club    | Total club    | 13    | 1     | 0                | 0                | 0                     | 0                     | 13    | 1     |
| Total carrera                    | Total carrera | Total carrera | 131   | 3     | 3                | 0                | 0                     | 0                     | 134   | 3     |

## Palmarés

### Títulos nacionales
| Título          | Club     | País      | Año  |
| --------------- | -------- | --------- | ---- |
| Primera B Metro | Flandria | Argentina | 2021 |
| Torneo Apertura | UCV F.C  | Venezuela | 2025 |